# Podostemum rutifolium
Podostemum rutifolium là một loài thực vật có hoa trong họ Podostemaceae. Loài này được Warm. miêu tả khoa học đầu tiên năm 1899.